# Kvasianalytisk
En Carlemanklass {\displaystyle C_{M}(I)} sägs vara kvasianalytisk om ett nödvändigt villkor för att en funktion {\displaystyle f\in C_{M}(I)} och dess derivator ska försvinna i en punkt på intervallet {\displaystyle I}, d.v.s.
{\displaystyle f^{(n)}(\xi )=0\ ,\ n=0,1,2,\ldots \quad ,\quad \xi \in I}
är att {\displaystyle f(x)=0\ ,\ \forall x\in I\ .}